# AGS Trade
AGS Trade s.r.o. je česká společnost specializující se na půjčování kompletního paintballového vybavení, organizaci paintballových her a zážitkových aktivit pod značkou Paintballgame.cz. Zakladatel společnosti, Vladan Marek, založením občanského sdružení Paintball Games Bohemia Association, z.s. (PGBA) položil oficiální základy českého paintballu a založením Paintball Club Troja, z.s. zřídil oficiální českou paintballovou ligu. Tím se paintball postupně zařadil mezi oficiální sporty v České republice. Proto je Vladan Marek označován za „otce“ paintballu v České republice. K roku 2024 patří Paintballgame.cz k největším poskytovatelům paintballových služeb.[zdroj?]

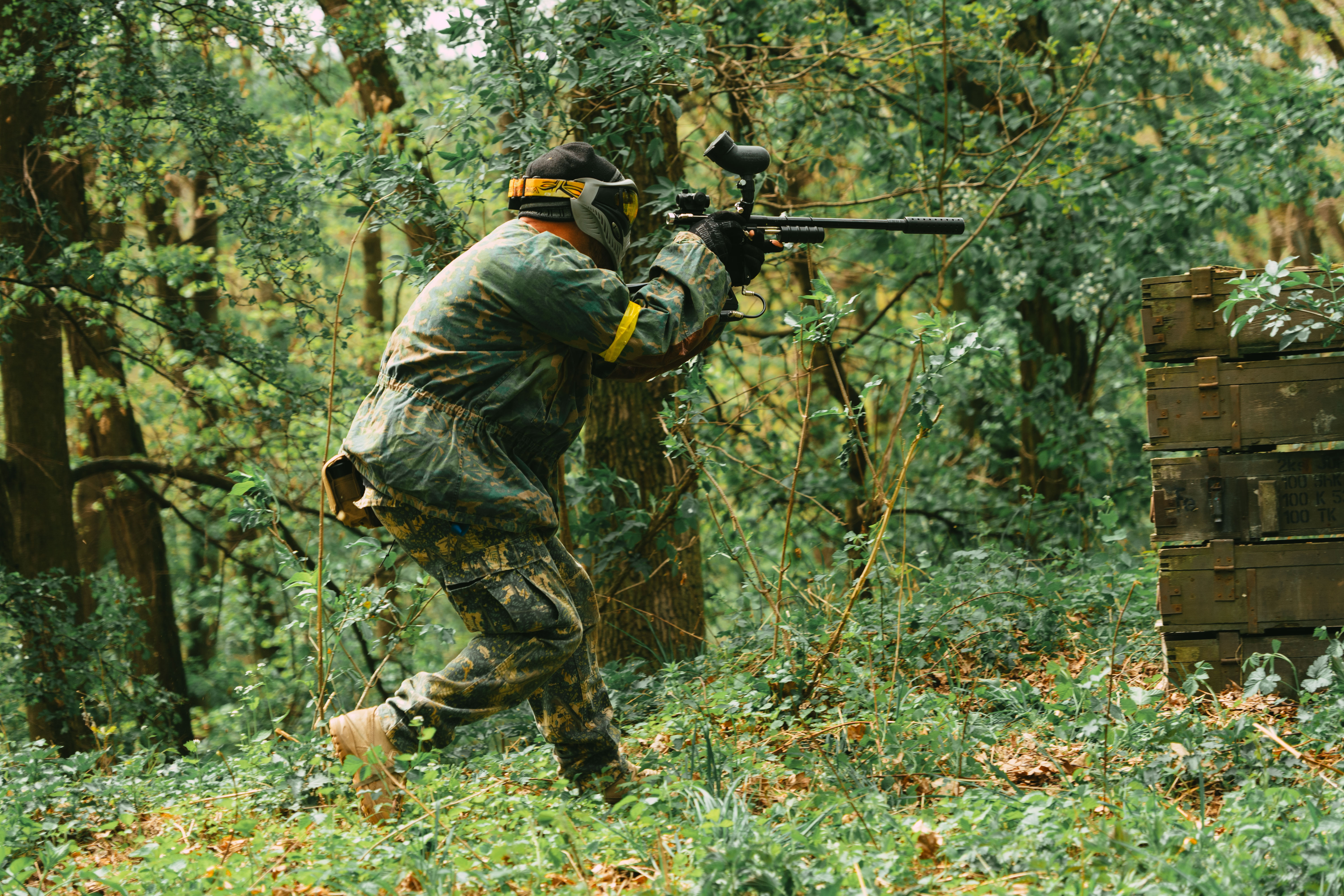
Hráč paintballu během hry

## Historie

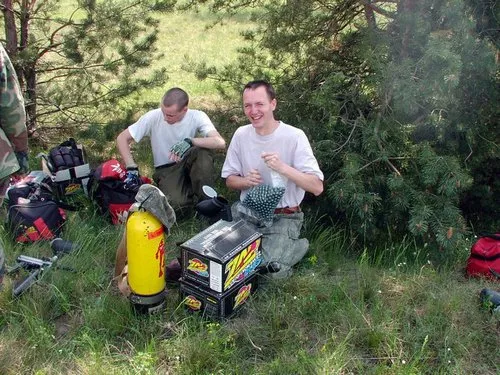
Zakladatel Paintballgame.cz Vladan Marek

Prvopočátky Paintballgame.cz sahají do začátku devadesátých let (1990). V této době si parta kamarádů v čele s Vladanem Markem pořídila ze zahraničí své první paintballové vybavení a jako malá skupina přátel chodila „zabojovat“ do bývalého lomu v Berouně. S tím, jak se parta hráčů postupně zvětšovala, přibylo i více paintballových setů, které bylo možné dále půjčovat. Takto se zrodila prvotní myšlenka začít půjčovat vybavení a organizovat paintballové akce komerčně.[zdroj?]
O paintball byl začátkem devadesátých let dvacátého století v České republice i přes jeho vysokou cenu zájem . V České republice však až do roku 2003 neexistoval žádný obchod ani půjčovna s paintballovým vybavením, a navíc několik zahraničních výrobců a dodavatelů paintballového vybavení ukončilo činnost, což značně komplikovalo rozvoj českého paintballu a tuzemské profesionální paintballové ligy.[zdroj?]
22. února 1993 založil Vladan Marek občanské sdružení Paintball Games Bohemia Association, z.s., Praha, pro koordinaci činnosti členů v oblasti sportovní a zábavné střelby ze značkovacích zbraní, známé ve světě pod názvy „Paintball games“, „Survival games,“ nebo „Gotcha games“.
V roce 1995 získal zakladatel společnosti, Vladan Marek, živnostenský list na obchodní činnost. V listopadu 1998 společnost zaregistrovala internetovou doménu paintballgame.cz, čímž vznikly i první internetové stránky této společnosti.

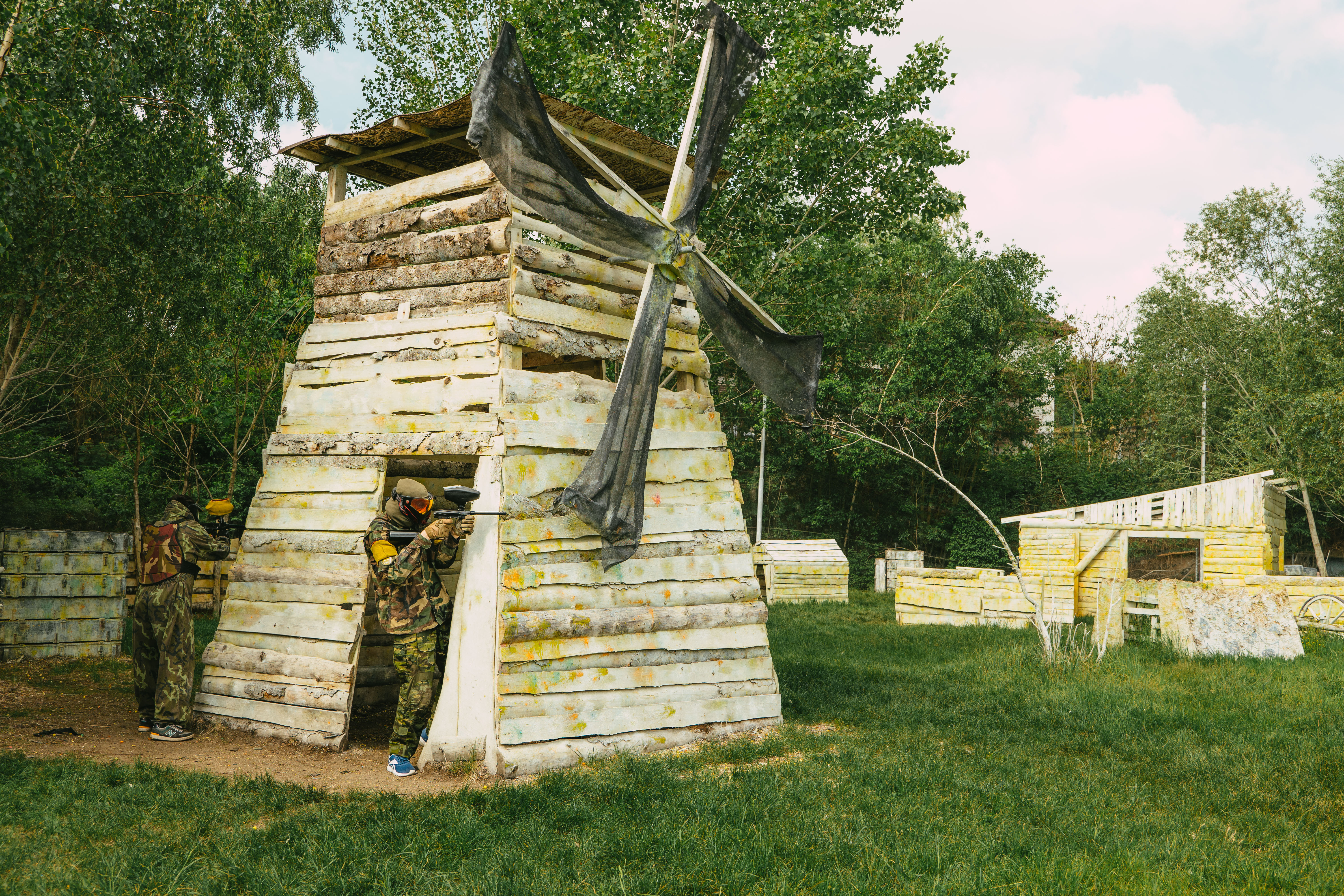
Hráči hrající paintball na venkovním hřišti Praha Smíchov

V březnu 2001 přechází firma na společnost s ručením omezeným a tím vzniká AGS Agency s.r.o. Firma se rozšířila v počtu zaměstnanců a také v roce 2003 spustila první oficiální e-shop s paintballovým vybavením v České republice. 25. října 2006 vznikl AGS Trade s.r.o.  sdružující i několik dalších subjektů mezi které například patří i Paintballshop.cz nebo právě Paintballgame.cz v dnešní[kdy?] podobě.[zdroj?]
V roce 2006 vzniklo ve správě Paintballgame.cz paintballové hřiště Benešov. V době své největší slávy odbavilo i 250 hráčů za den. Během roku 2007 bylo uvedeno do provozu první vnitřní hřiště této firmy, Paintball Banka, v budově bývalé banky ČSOB v Jungmannově ulici v Praze, které však bylo v roce 2024 již řadu let mimo provoz. V roce 2008 přibylo další venkovní hřiště na Císařské louce, také ve správě této firmy. Během roku 2009 vznikla hned dvě venkovní hřiště: Paintballové hřiště Praha Krč, kde se konaly lokální turnaje ve sportovním paintballu, a stále funkční paintballové hřiště Beroun  v bývalém lomu. V roce 2013 se portfolio rozšířilo o Paintball náměstí Bratří Synků, kde se nacházelo několik vnitřních hřišť na Reball, a jedno hřiště na klasický paintball v areálu bývalého Nuselského pivovaru. V roce 2024 byl celý tento areál zaniklý.[zdroj?]
V roce 2015 uvedla společnost na trh dosud neexistující paintball pro děti, Junior Paintball.
Roku 2017 tato firma pronajala nový prostor, který je k roku 2024 stále funkční, venkovní Paintball Praha Smíchov. V roce 2019 zaniklo venkovní hřiště Paintball Praha Krč a téhož roku firma představilo nový druh paintballu – MagFed Paintball. Oproti klasickému sportovnímu paintballu se MagFed Paintball liší výzbrojí a výstrojí, která více připomíná vojenskou výbavu a umožňuje hráčům zažít simulaci reálných ozbrojených konfliktů.[zdroj?]
Začátkem roku 2020 zanikl celý paintballový areál na Náměstí Bratří Synků, a zanedlouho zde začala stavba nové rezidentní čtvrti Nuselský pivovar. Sklady a hřiště Paintballgame.cz se tedy přestěhovaly z Náměstí Bratří Synků do nových prostor nedaleko O2 arény v Praze. Tímto vznikl Paintball Sokolovská, který funguje až do konce roku 2021.[zdroj?]
V lednu 2022, kvůli likvidaci prostor v ulici Sokolovská, přestěhovaly sklady a vnitřní hřiště této firmy do nových prostor v ulici Petrská. Zde vznikl Paintball Praha 1 s jedním Reball hřištěm v bývalé budově telefonní ústředny Těšnov.[zdroj?]
V roce 2023 se portfolio hřišť této firmy rozrostlo o vnitřní hřiště v budově bývalé České pošty v ulici Hybernská.[zdroj?]